# Мишел Неј
Мишел Неј (фр. Michel Ney; Сарлоуис, 10. јануар 1769 — Париз, 7. децембар 1815), француски војсковођа, учествовао је у Француској буржоаској револуцији, 1794 је прекомандован у армију Самбре и Мезе, једну од најславнијих француских револуционарних армија.
Од Наполеона је 1813. добио почасну титулу принца од Москве, 1814 је предводио француске маршале који су захтевали да Наполеон абдицира, међутим вратио се у његову службу и командовао гардом у бици код Ватерлоа. За време друге рестаурације ухваћен је у бегу, оптужен за издају и осуђен на смрт. Сахрањен је на париском гробљу Пер Лашез.

## Војна каријера
Нај је рођен 10. јануара 1769. године у месту Сарлоуис, које је у то време припадало Француској, био је други син бачвара Пјера Неја, 1787. године приступа Хусарима, и напредује онолико брзо колико је официр без племићког порекла под Бурбонима могао да напредује. Само 2 године након приступања војсци, избија француска револуција, Меј одмах приступа револуционарној армији и до 1794 био је у саставу северне армије где је учествовао у биткама код Валмија и Нервиндена, у опсади Мајнца је рањен.
1794 добија прекоманду у армију Самбе и Мезе (Armée de Sambre-et-Meuse), у августу 1796. године добија унапређенје у бригадног генерал након чега стаје на чело коњичког корпуса на немачком ратишту. у Априлу 1797. године учестовао је у битци код Нојвида у којој је заробљен од стране Аустријанаца приликом покушаја повратка француских топова. У мају исте године је размењен за заробљеног аутријског генерала.
Године 1799. након заузимања Манхајма поново бива унапређен и то у дивизијског генерала, тада преузима заповедништво над коњицом која се налазила у Швајцарској и на Дунаву.
У борби за превласт над Француском 1800 године под вођством генерала Мороа (Наполеоновог супарника), учествује у битци код Винтертура где бива рањен у ногу и руку. Наполеон је 1804. године протерао Мороа у САД, а сам Наполеон именује 14 маршала, и то 7 из својих редова и 7 из редова официра под командом Мороа, тада Неј постаје француски маршал. Наредних година се истакао у бици код Елхингена, приликом освајања Тирола као и заузимању Инзбрука, такође је учествовао у бици код Јене, при опсади Магдебурга а и у Наполеоновом походу на Египат и Сирију.
Током похода 1807. године на време стиже са својим воницицима да спаси Наполеона од пораза од стране Руско-Прске коалиције у бици код Ејлауа, учествује у бици код Гутштада након чега је и заповедао десним крилом код Фридланда у којој је Француска добила одлучујућу победу у рату четврте коалиције. 6 . јуна 1808. године именован је војводом од Елхингена, а у августу је прекомандован у Шпанију где се директно сукобио са Велингтоном и спасао главнину француске војске у повлачењу.
Неј је рањен у врат код Смоленска 1812. године током инвазије на Русију, али се брзо опоравио у учествовао у бици код Бородина, након чега су француске трупе ушле у Мосву. При повлечењу из Русије командовао је заштитницом, и када се након битке за Красни нашо опкољен од стране Руса одбио је да се преда и пробио обруч због чега га је Наполеон назвао најхрабријим међу храбрима. Борио се у бици на Березини такође и познатом као битк аза прелаз, где се француска армија борила за прелаз преко реке Беразине. Неј је наводно последњи прешао мост у Ковну (данашнји Каунас), и тиме стекао титулу последњег француза у на руском тлу. Марта 1813 године добио је од цара почасну титулу принца од Москве.
Неј је 1814 године предводио француске маршале који су захтевали од Наполеона да абдицира. Због тога, Луј XVIII га је након повракта бурбона уздигао, али се Неј свеједно суочавао са проблемима повратничке аристрократије због свог простог порекла. Након Наполеоновог повратка са Елбе, Неј се заклиње краљу Лују XVIII и организује 5. пук како би зауставио Наполеонов маш на Париз. Наполеон чувши за ово шалје Неју писмо, у коме пише да ће га прихватити натраг као свог маршала, иако је Неј обећао француском краљу да ће наполеона довести у металном кавезу одлучује ипак да се придружи Наполеону.
Наполеон му је након новог рушења Бурбона дао заповедништво над левим крилом армије севера приликом битке код Ватерлоа. Иако је предводио јуриш након што је својим војницима рекао "дођите да видите како умире маршал Француске", битка је била изгубљена и са Наполеоном је било свршено. Краљ Луј XVIII након поновног повратка није могао да опрости Неју па је наложио његово суђење, на коме је осуђен на смрт.
Дана 7. децембра 1815. године Неј је одбио да му ставе повез преко очију а последња жеља му је била да сам командује стрељачким водом. "Војници, када дам заповед да пуцате, пуцајте право у моје срце. Чекајте заповед, биће то моје последње. Протествујем против моје пресуде. Тукао сам се у стотину битака за Француску, и ни у једној против ње. Војници Паљба!", биле су последње речи маршала Неја. Због изузетне храбрости и начина на који је умро маршал Неј, већина Наполеонових генерала била је амнестирана од стране Бурбона.
У част маршала Неја његови непријатељи (Енглези) су једном свом ратном броду дали име по њему "HMS Маршал Неј" који је учествовао у борбама у првом светском рату.